# 股票基金
股票基金是指投资于股票的基金。有些特定的股票基金可能只投資於股市中某一领域的股票，或只投资于一个国家的股市，或许多国家的股市，或某些规模的公司，如小型公司的股票、大型公司的股票等。